# Raul Ferraz
Raul Carlos Andrade Ferraz (Vitória da Conquista, 13 de outubro de 1935) é um advogado e político brasileiro. Entre 1958 e 1962, estudou Direito na Universidade Federal da Bahia (UFBA). 
Exerceu o mandato de deputado federal constituinte em 1988. Filho de Raul Lopes Ferraz dos Santos e Ana Angélica Andrade Ferraz, foi vereador na câmara de sua cidade natal pelo PSD entre 1963 e 1967; e prefeito da mesma pelo MDB entre 1977 e 1983. Deputado Federal pelo PMDB entre 1983 e 1987. Entre 1985 e 1986, foi vice-líder do partido.
Sua história na política teve início em 1963, se elegendo com o cargo de vereador, pelo PSD. Com o golpe militar de 64 e a aderência do AI-2 em 1965, que extinguia todo e qualquer partido político, houve uma divisão entre os que estavam a favor e contra o golpe. Nisso, Ferraz teve sua filiação consolidada com o MDB, que era oposto ao regime. Foi preso político durante a ditatura militar.
Após encerrado seu mandato de vereador, foi eleito, em 1976, para assumir o cargo de prefeito em Vitória da Conquista. Pouco mais de três anos depois o bipartidarismo foi extinto e novamente foram criados partidos políticos e, por conta disso, Raul se filiou ao PMDB. A caminho de um novo cargo dentro da política, em 1982 após a prefeitura, foi eleito deputado federal.
O posicionamento político de Raul Ferraz para alguns assuntos considerados "tabu" na sociedade era muito interessante, como mostrar interesse em convocar uma assembleia constituinte em quesito nacional; além disso defendeu a possibilidade de uma reforma agrária, se mostrou positivo a legalização do aborto — ainda que aquela época — e incentivou as eleições diretas.
Além disso, defendia o direito de propriedade privada, a estatização do sistema financeiro, bem como ao voto aos 16 anos. Demonstrava aversão à diplomacia do Brasil para com outro países que apresentassem racismo em suas bases políticas.
Deputado Federal Constituinte, tendo atuado ativamente na elaboração da Constituição da República Federativa do Brasil de 1988, na qual defendeu a extinção dos Estados no Brasil, com a tese "Da inutilidade do Estado-membro na administração pública brasileira e da necessidade de sua extinção".
Autor do Projeto de Lei nº 2.191/89, que deu origem ao Estatuto da Cidade, Lei nº 10.257, de 10 de julho 2001, que regulamenta os artigos. 182 e 183 da Constituição Federal, estabelece diretrizes gerais da política urbana e dá outras providências.
Autor do Livro "O Brasil que eu quis criar: na constituinte".
Autor do Livro "O Prado e o Descobrimento do Brasil"
Autor do Livro "A Revolução dos Prefeitos - O Brasil não Precisa de Estados"